# Valdeko Valdmäe
Valdeko Valdmäe (Tartu, 5 maggio 1913 – 20 maggio 2001) è stato un cestista e pallavolista estone.

## Carriera
Con l'Estonia ha disputato i Campionati europei del 1939.